# Arrojadoa violaciflora
Arrojadoa violaciflora es una especie de planta suculenta perteneciente al género Arrojadoa, dentro de la familia Cactaceae. Es endémica del sudeste de Brasil (concretamente del norte del estado brasileño de Minas Gerais).

## Descripción
Arrojadoa violaciflora es una especie de cactus que crece con poca o ninguna ramificación, con los brotes cubiertos casi completamente por espinas finas. Los tallos son columnares, alcanzan alturas de hasta 1 m y tienen diámetros de unos 4 cm. 
Presentan entre 11 y 16 costillas con bordes afilados, sobre las que se asientan areolas ovaladas cubiertas de pelos de color blanquecino a marrón. Éstas poseen una única espina central que crece hasta 2,5 cm de largo. También tienen hasta 25 o más espinas radiales de color blanquecino a marrón claro que están extendidas o sobresalen.  
Las flores se forman en el cefalio, una estructura de lana densa de color blanco a marrón y cerdas rojizas. Las flores son tubulares, de color violeta azulado y miden hasta 2,3 cm de largo. Los frutos tienen forma de urna, son de color rojo verdoso y miden de 1 a 1,1 cm de largo y diámetro.

## Distribución y hábitat
El área de distribución nativa de esta especie es el sudeste de Brasil (concretamente en el norte del estado brasileño de Minas Gerais) y crece principalmente en el bioma tropical estacionalmente seco.
Habita entre rocas, a altitudes de 900 a 1.100 metros sobre el nivel del mar.

## Taxonomía
La primera descripción de esta especie fue como Micranthocereus violaciflorus, publicada en 1969 por el botánico neerlandés Albert Frederik Hendrik Buining en la revista científica Kakteen und andere Sukkulenten 20: 129.
Más tarde, el botánico británico Nigel Paul Taylor trasladó la especie al género Arrojadoa, por lo que pasó a llamarse Arrojadoa violaciflora. Registró estos cambios en la revista científica Annals of Botany. Oxford 132: 1002, publicada en 2023.

Etimología
- Arrojadoa: nombre genérico que fue otorgado en honor al brasileño Miguel Arrojado Lisboa, superintendente de los Ferrocarriles de Brasil en la época en que Britton y Rose describieron el género en 1920.
- violaciflora: epíteto específico que deriva de las palabras latinas violaceus (que significa 'violeta') y -florus (que significa 'florecido'), haciendo referencia al color violeta de sus flores.[5]

## Estado de conservación
En la Lista Roja de Especies Amenazadas de la UICN, la especie está clasificada como “En Peligro (EN)”.
No se conocen amenazas importantes para la conservación de esta especie, aunque algunas poblaciones se ven afectadas por los incendios y la deforestación de la zona para plantaciones de eucalipto.

## Usos
Se cultiva principalmente como planta ornamental y su propagación se realiza a través de semillas o esquejes.